# Ero leonina
Ero leonina är en spindelart som först beskrevs av Nicholas Marcellus Hentz 1850.  Ero leonina ingår i släktet Ero och familjen kaparspindlar. Inga underarter finns listade i Catalogue of Life.